# Chacouggla
Chacouggla (Strix chacoensis) är en fågel i familjen ugglor inom ordningen ugglefåglar.

## Utseende och läte
Chacougglan är en 35–40 cm lång uggla. Ansiktsskivan är vit med täta koncentriska ringar. Hjässan är mörk med ett centralt band med vita kanter. Kroppen är påtagligt tvärbandad, med mörkburn ovansida, roströd stjärt och vitaktig undersida. Tarserna och tårna är bejädrade. Jämfört med patagonienugglan är den ljusare med längre vingar och stjärt. Lätet är ett mycket högljutt kväkande "kru...kru...kru...krau...krau...". Det framförs ofta i duetter, något ljusare från honan än hanen.

## Utbredning
Fågeln förekommer i Gran Chaco i södra Bolivia, västra Paraguay och norra Argentina. Den behandlas som monotypisk, det vill säga att den inte delas in i några underarter.

## Status och hot
Arten har ett stort utbredningsområde, men tros minska i antal på grund av skogsavverkningar, dock inte tillräckligt kraftigt för att den ska betraktas som hotad. Internationella naturvårdsunionen IUCN listar arten som nära hotad (LC).

## Namn
Fågeln har fått sitt svenska och vetenskapliga artnamn från Gran Chaco, ett torrt slättlandsområde på gränsen mellan Bolivia, Paraguay, Argentina och Brasilien.